# كلارا هورتون
كلارا هورتون (بالإنجليزية: Clara Horton)‏ هي ممثلة أمريكية، ولدت في 29 يوليو 1904 في بروكلين في الولايات المتحدة، وتوفيت في 4 ديسمبر 1976 في إنسينو ‏ في الولايات المتحدة.

## وصلات خارجية
- كلارا هورتون على موقع IMDb (الإنجليزية)
- كلارا هورتون على موقع قاعدة بيانات الفيلم (الإنجليزية)